# Clan Minamoto
 (février 2020).
Pour les articles homonymes, voir Minamoto.

Le mon du clan Minamoto est appelé « Sasa rindo ».

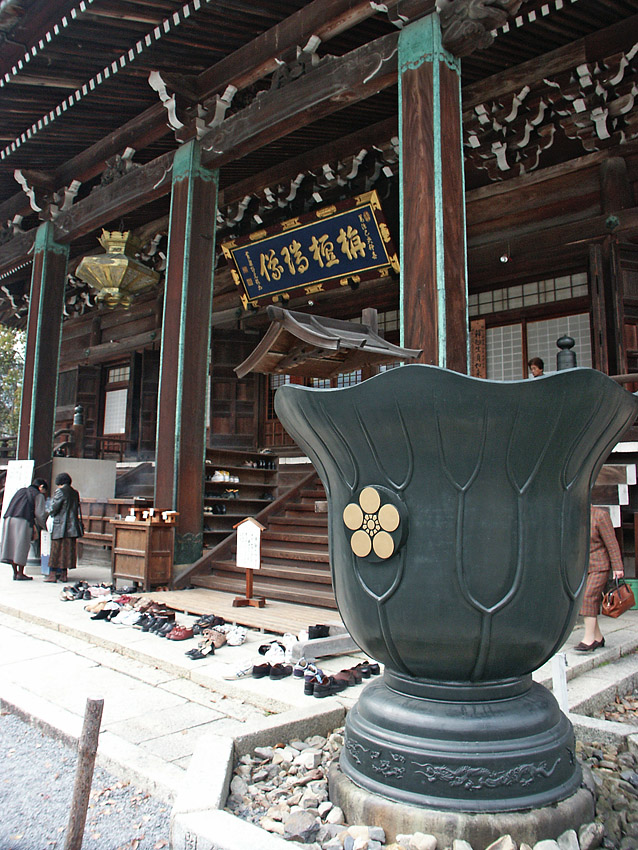
Le Seiryō-ji, un temple bouddhiste de Kyoto, était à l'origine la demeure de Minamoto no Tōru, membre important de la lignée Saga Genji.

Le clan Minamoto (源, Minamoto-uji) fut un des quatre clans qui dominèrent la politique du Japon durant l'ère Heian, les trois autres étant les Fujiwara, les Taira et les Tachibana. « Genji » (源氏) est l'autre nom du clan Minamoto, d'après la prononciation alternative des caractères chinois pour Minamoto (gen) et ji, ou « clan ».

## Origine et lignées
« Minamoto » était un nom honorifique donné par des empereurs de la période Heian (794-1185) à leurs fils et petits-fils après les avoir acceptés comme sujets royaux. Selon la tradition, pour faciliter la succession impériale et prévenir les rivalités pour le trône, les princes non éligibles ou écartés de la succession se voyaient offrir un titre et devenaient sujets de l'empereur. Les Minamoto, comme leurs rivaux les Taira, sont issus de cette tradition.
L'empereur Saga, qui régna de 809 à 823, accorda en 814 le kabane Minamoto no Ason à 33 de ses 50 enfants qui ne pouvaient hériter du trône. De ce fait, eux et leurs descendants cessèrent de faire partie de la famille impériale, créant ainsi la lignée Saga Genji. Par la suite, les empereurs Seiwa, Murakami, Uda et Daigo, entre autres, donnèrent également ce nom à leurs fils, créant les diverses lignées portant leur nom suivi de « Genji ».
Un seul Minamoto réintégra la succession impériale : Minamoto no Sadami, qui devint en 887 l'empereur Uda, et créa ainsi une branche particulière du clan Minamoto.

## La lignée Seiwa Genji

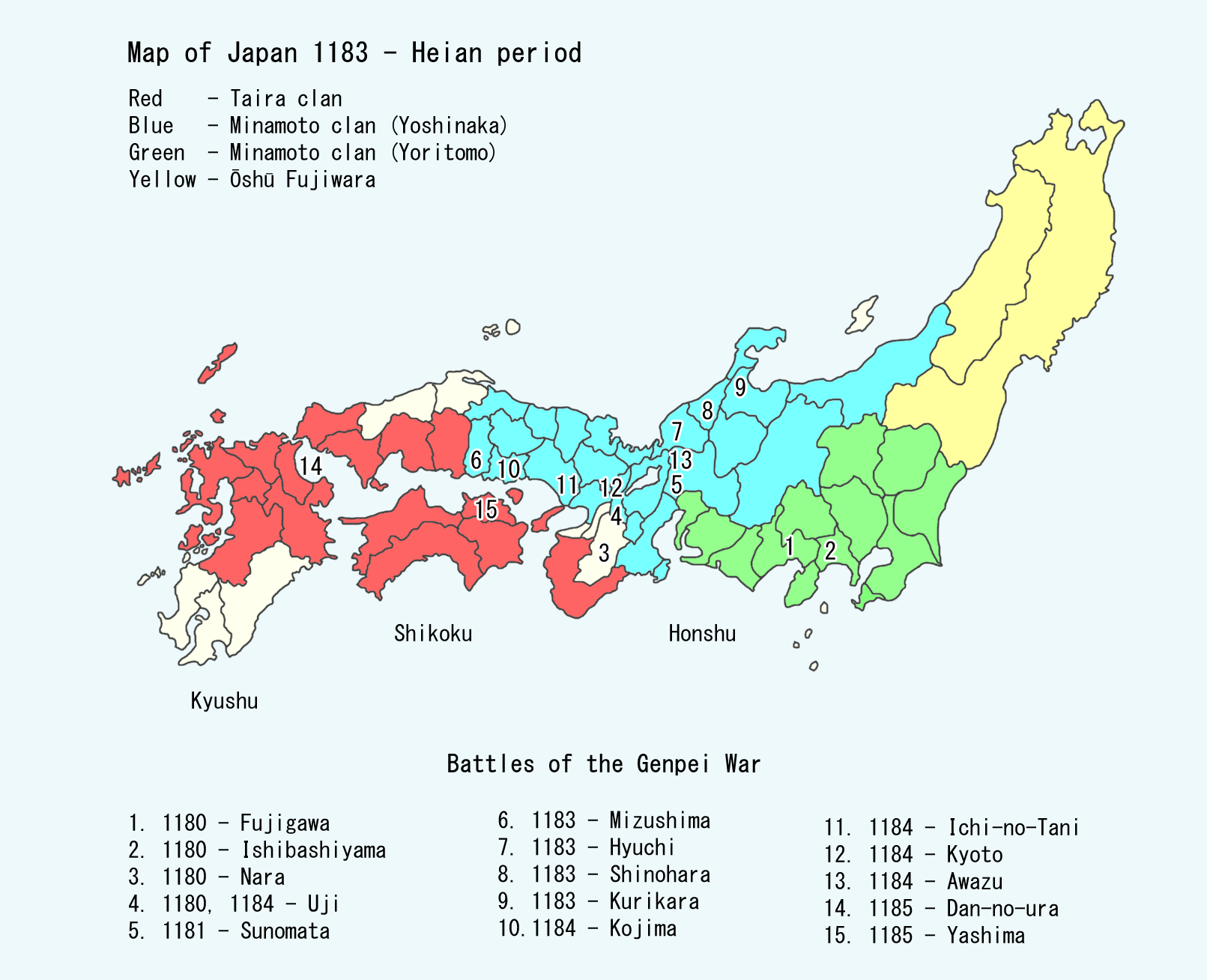
Le domaine du clan Minamoto au Japon (1183).

Des diverses lignées Minamoto, la plus importante est la lignée Seiwa Genji, descendant de Minamoto no Tsunemoto, un petit-fils du 50e empereur, Seiwa. Tsunemoto reçut le patronyme de Minamoto en 961, partit pour la province du Kantō, et y fonda une des principales dynasties guerrières. Plus tard, son fils Minamoto no Mitsunaka forma une alliance avec les Fujiwara, et par la suite les Fujiwara firent souvent appel aux Minamoto pour restaurer l'ordre dans la capitale, Heian-kyō (plus tard renommée Kyoto.
Le fils aîné de Mitsunaka, Minamoto no Yorimitsu (948-1021), devint le protégé de Fujiwara no Michinaga, et un autre de ses fils, Yorinobu (968-1048), mit fin à la rébellion de Taira no Tadatsune en 1032. Le fils de Yorinobu, Minamoto no Yoriyoshi (998-1075), et son petit-fils Minamoto no Yoshiie (1039-1106), pacifièrent la majeure partie du nord-est du Japon entre 1051 et 1087.
Le sort des Seiwa Genji déclina au cours de la rébellion de Hōgen (1156), quand les Taira exécutèrent presque toute la lignée. Au cours de la rébellion de Heiji, en 1160, le chef du clan Seiwa Genji, Minamoto no Yoshitomo, mourut dans la bataille. Taira no Kiyomori prit le contrôle de Kyōto en s'alliant avec les empereurs retirés Shirakawa et Toba et en infiltrant le kuge. Il envoya en exil Minamoto no Yoritomo, le troisième fils de Yoshitomo, de même que son demi-frère Minamoto no Noriyori. Minamoto no Yoshitsune, un autre demi-frère de Yoritomo, fut placé dans un monastère, alors que tous les autres enfants héritiers du clan Minamoto furent exécutés.
En 1180, le vieux Minamoto no Yorimasa et le prince Mochihito lancèrent un appel aux armes contre les Taira, ce qui déclencha la guerre de Genpei. Après leur mort au tout début de la guerre, Yoritomo, de même que ses demi-frères et son cousin Minamoto no Yoshinaka, répondit à l'appel et entra dans la lutte contre la domination des Taira. La guerre de Genpei dura cinq ans et déboucha sur la destruction des Taira. En 1192, il reçut le titre de Seii tai-shogun et installa le premier bakufu à Kamakura.
Ainsi, la lignée Seiwa Genji s'avéra être la plus forte lignée Minamoto durant la fin de l'ère Heian, avec la formation du shogunat de Kamakura. De plus, c'est de la lignée Seiwa Genji que vinrent les futurs clans Ashikaga (qui donnèrent les shoguns de Muromachi), Nitta et Takeda.

### Chefs du clan

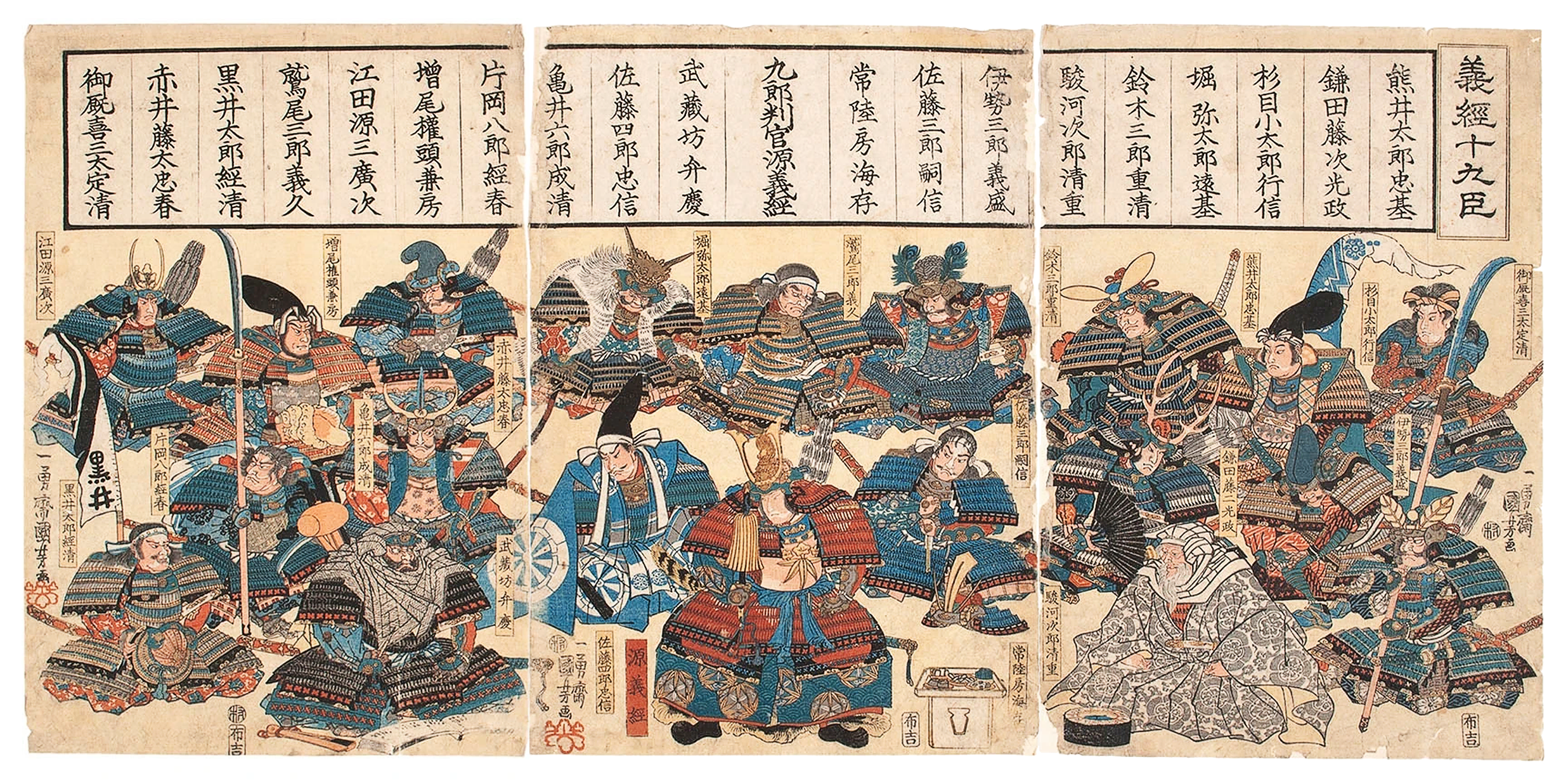
La généalogie du clan Minamoto, ukiyo-e par Utagawa Kuniyoshi.

- Minamoto no Tsunemoto (894-961), petit-fils de l'empereur Seiwa (858-876) et fondateur de la lignée Seiwa Genji du clan Minamoto.
- Minamoto no Mitsunaka (912-997), fils de Tsunemoto.
- Minamoto no Yorinobu (968-1048), 3e fils de Mitsunaka.
- Minamoto no Yoshiie (1041-1108), arrière-petit-fils de Yorinobu.
- Minamoto no Tameyoshi (1096-1156), petit-fils de Yoshiie.
- Minamoto no Yorimasa (1106-1180)
- Minamoto no Yoritomo (1147-1199), petit-fils de Tameyoshi.
- Minamoto no Yoriie (1182-1204), fils de Yoritomo.
- Minamoto no Sanetomo (1192-1219), frère de Yoriie et dernier chef des Minamoto.

### Autres membres importants du clan
- Minamoto no Yoshinaka (1154-1184), cousin de Yoritomo, qui tenta de prendre le contrôle du clan Minamoto durant la guerre de Gempei, après avoir été nommé shogun par l'empereur Go-Shirakawa.
- Minamoto no Yoshitsune (1159-1189), général ayant commandé les armées Minamoto durant la guerre de Genpei. Neuvième fils de Minamoto no Yoshitomo et demi-frère de Minamoto no Yoritomo.
- Minamoto no Tametomo, fils de Minamoto no Tameyoshi, le premier à avoir pratiqué le seppuku.

## Les Minamoto dans la littérature
Dans Le Dit du Genji, classique de la littérature japonaise, le protagoniste Hikaru no Genji reçoit de son père, l'empereur Saga, son nom de Minamoto pour des raisons politiques, et, relégué à la vie civile, fait carrière en tant qu'officier impérial. Plusieurs chroniques militaires de l'époque de Kamakura relatent les épopées du clan Minamoto durant les guerres de Genpei, notamment le Hōgen monogatari, le Heike monogatari et Heiji monogatari.
Dans Shogun de James Clavell, le héros échoue sur les terres de Toranaga, chef du clan des Minamoto.
Dans Toilet-Bound Hanako-kun, d'Aidalro, un des personnages principaux se nomme Ko Minamoto et a un frère s'appelant Teru Minamoto.